# Mednarodna pogodba
Mednárodna pogódba ali mednarodni sporazum je dogovor, ki ga skleneta dve ali več subjektov mednarodnega prava (največkrat države in mednarodne organizacije) in so podvržene mednarodnem pravu. Poimenovanje in oblika mednarodnih pogodb je lahko zelo različna; to je lahko pogodba, sporazum, protokol, konkordat, konvencija. Ne glede na izbiro imena so vse mednarodne pogodbe enako zavezujoče po mednarodnem pravu, če jo na predpisan način potrdi z ustavo za to pooblaščen organ države (ratifikacija). Mednarodno pogodbeno pravo, poleg mednarodnega običajnega prava in splošnih pravnih načel, predstavlja enega od treh glavnih virov mednarodnega javnega prava.  
Pravila, ki urejajo sklepanje, razlago, vstop v veljavo, odstop in spremembe mednarodnih pogodb, in imajo v večini naravo običajnopravih pravil, kodificira Dunajska konvencija o pravu mednarodnih pogodb.  
V Sloveniji mednarodne pogodbe delimo v dve skupini, tiste, ki jih z zakonom ratificira Državni zbor (hierarhično se uvrščajo pod Ustavo in nad zakone), in tiste, ki jih ratificira Vlada z uredbo (uvršajo se pod zakone in nad podzakonske akte).Slednje so navadno sklenjene na podlagi pogodbe, ki jo je predhodno ratificiral Državni zbor z zakonom, in urejajo predvsem tehnična vprašanja in vprašanja sodelovanja med posameznimi organi države. Lahko pa so tudi samostojne pogodbe, ki pa se nanašajo predvsem na delo enega državnega organa (npr. glede izmenjave dobih praks, informacij ipd.). To, ali je nek akt dejansko mednarodna pogodba, se presoja izključno na podlagi vsebine konkretnega akta. Mnenje o tem sicer na podlagi Zakona o zunanjih zadevah daje ministrstvo, pristojno za zunanje zadeve, vendar je to zgolj instrukcijska pristojnost. O tem, ali gre dejansko za mednarodno pogodbo, v končni fazi zavezujoče presoja le Ustavno sodišče. 